# Tadeusz Bielecki (prawnik)
Tadeusz Bielecki (ur. 31 października 1931 w Obicach) – polski prawnik, adwokat, sędzia Sądu Najwyższego i Trybunału Stanu.

## Życiorys
Syn Wawrzyńca, zamieszkał w Warszawie. Ukończył studia prawnicze. W latach 1980–1990 pozostawał sędzią Izby Cywilnej Sądu Najwyższego. Później prowadził kancelarię adwokacką, specjalizując się w prawie cywilnym i karnym. W 1990 był kandydatem Krajowej Rady Sądownictwa do ponownego zasiadania w Izbie Cywilnej SN (nie został wybrany).
W 1997 został wybrany na sędziego Trybunału Stanu z rekomendacji klubu Polskiego Stronnictwa Ludowego. Funkcję sprawował do końca kadencji w 2001.